# Orale traditie

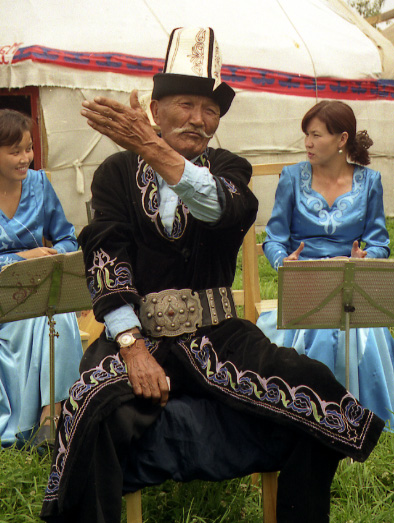
Een traditionele verhalenverteller (manaschi) in Kirgizië

Orale traditie, mondelinge traditie of mondelinge overlevering is het mondeling doorgeven van verhalen van de ene op de andere generatie. Op deze manier kan in een gemeenschap waarin men niet over schrift beschikt en in een gemeenschap waarin veel mensen analfabeet zijn het immaterieel cultureel erfgoed in de vorm van volksliedjes, gedichten, genealogieën, sagen, mythen en sprookjes worden overgeleverd.

## Vertellers
Verhalenvertellers vindt men in alle geledingen van de samenleving. In het begin van de 20e eeuw kwam de vertellende mens, de homo narrans, wetenschappelijk meer in de belangstelling te staan. De aandacht ging uit naar het hele verhaalrepertoire van een verteller, alsook naar de vertelsituatie en naar de invloed van de toehoorders. Later werd ook het performance-onderzoek belangrijk, ofwel de voordracht. In het moderne verhaalonderzoek is het hele vertelproces centraal komen te staan: vertelpersoonlijkheid, repertoire, voordracht, publiek en betekenis.
Sommige vertellers verwierven een reputatie om hun vertelkunst of hun markante verhalen. Zo is van een aantal vertellers bekend dat zij in staat waren om al snel volledig de aandacht te trekken van het aanwezige publiek. Zodra dergelijke vertellers bij een bekende vertelplek gesignaleerd werden, gingen mensen erop af. Begaafde vertellers werden ook wel speciaal ingehuurd om op feesten hun verhalen ten gehore te brengen.

## Vertelgelegenheden
Het vertellen van verhalen is altijd over alle lagen van de bevolking verbreid geweest, bij formele en informele gelegenheden, als professionele of toevallige voordracht. Verteld werd er zowel aan het hof als op de boerderij, in de herbergen en alle mogelijke plaatsen waar mensen samenkwamen. Al vanaf de middeleeuwen komen er beroepsvertellers voor, zoals jongleurs, sprooksprekers en straatdichters. Zij konden lange heldenepiek voordragen, of kortere vertellingen en betogen ten gehore brengen. In Scandinavië was bijvoorbeeld de Skald een drager van orale traditie.
Door middel van exempelen bracht de geestelijkheid vertelstof in de preek om gelovigen bij de religieuze les te houden. Maar ook niet-professioneel vertellen van verhalen tijdens het werk of thuis komt veel voor. (Groot)moeders, dienstboden en bakers namen graag het vertellen van volksverhalen aan kinderen voor hun rekening. Buitenshuis deed het vertellen van kluchtige verhalen het bijvoorbeeld goed in de herberg en het thee- of koffiehuis. De spinningen, bijeenkomsten in de winters waar door meisjes en vrouwen werd gesponnen, boden een goede gelegenheid om verhalen, liederen en allerlei andere wetenswaardigheden te laten horen. 
Klassiek is verder het beeld van de lange winteravonden bij de haard, waarop in huiselijke kring verhalen werden verteld. Verhalen werden (en worden) ook verteld tijdens visites. Een voorbeeld is het avondpraten (jûnpraten) dat in Friesland een gebruik was en waarbij men op winteravonden bij toerbeurt bezoeken aflegde aan buren, familie of bekenden. Ook bij de scheerbaas, in werk- en schaftketen, in kroegen, bij de leugenbanken, in de berm van de weg en op andere uit gewoonte vertrouwd geworden plekken kwamen mensen bijeen. De laatste nieuwtjes werden verteld, alsook allerlei verhalen.
Ook tegenwoordig zijn er allerlei vertelsituaties. Nog steeds worden aan kinderen verhaaltjes verteld voor het slapengaan. Volwassenen vertellen elkaar verhalen op het werk, in de sportkantine, in de kroeg, aan de koffietafel, op verjaardagen enzovoort. Iedere gelegenheid en elk publiek kent vaak zijn eigen soort verhalen. Tegenwoordig nemen ook allerlei vertelcursussen toe en worden verhalen verteld in vertelcafés, tijdens de (folkloristische) vertelavonden, op vertel-workshops en op vertelfestivals.

## Voorbeelden
Werken die eeuwenlang mondeling van generatie op generatie zijn doorgegeven, maar sterk door de schriftelijke traditie zijn beïnvloed, zijn de Ilias en de Edda. De Australische Aboriginals geven in liederen een kaart van het landschap weer waarin verschillende leden van een stam een deel van de route kunnen zingen. Gerhard Gesemann en Milman Parry leerden in de jaren 1920-30 meer over de methodiek van de homerische overlevering en de orale traditie door 12500 teksten uit de rijke Zuidslavische heldengedichten te verzamelen.
De Hadith van de islamitische Schriftgeleerden zijn een orale traditie die de handelingen en uitspraken van Mohammed worden doorgegeven met vermelding van de opeenvolgende schakels in de orale traditie.
In Syrië en Perzië trekken nog steeds verhalenvertellers, in Damascus hakawati geheten, rond die de op rijm gestelde overleveringen over helden als Iskander en Saladin tegen betaling in koffiehuizen voordragen en uitbeelden. Amateurvertellers en professionele vertellers treft men tegenwoordig over de hele wereld aan. Zij zijn onder meer verenigd in vertelkringen en -huizen en hebben hun eigen vertelonderwijs.
De Poëtische Edda die uit 16 godenverhalen en 24 heldendichten bestaat werd in de 13e eeuw opgetekend. In de 19e eeuw heerste de theorie dat de verspreiding van schriftelijk onderwijs en de veranderende leefwijze van de Duitse bevolking de orale traditie bedreigde; een theorie die inmiddels allang is achterhaald. De Gebroeders Grimm gingen de oude volksverhalen optekenen in hun bundel sproken met de titel Kinder- und Hausmärchen. Hun benadering was in onze ogen nog romantisch en niet wetenschappelijk. Naar hun voorbeeld hebben antropologen overal in de wereld de orale tradities opgeschreven of op bandrecorders opgenomen. Soms van de laatste drager van de orale traditie. In Nederland zijn door de eeuwen heen diverse verhalenverzamelaars bekend en nam onder meer Ate Doornbosch in de 20e eeuw duizenden verhalen en volksliedjes op in zijn radioprogramma onder de groene linde. Het verzamelde werk is ontsloten in de Nederlandse Liederenbank van het Meertens Instituut in Amsterdam.
De indrukwekkende orale traditie van een geslacht van Afrikaanse slaven in Roots: The Saga of an American Family door de Amerikaanse schrijver en journalist Alex Haley is onbetrouwbaar weergegeven en misschien voor een groot deel verzonnen. Het boek is te verklaren als een uiting van het verlangen naar een orale traditie waar de machthebbers het de Amerikaanse zwarte slaven onmogelijk hadden gemaakt om hun levensverhalen en hun geschiedenis vast te leggen. In de 20e eeuw gingen onderzoekers die zich bewust werden van het feit dat de machtigen en geletterden de geschiedenis schreven, de orale traditie van gediscrimineerde, vervolgde en gemarginaliseerde groepen vastleggen. Anders zouden de geschiedenis van de bijvoorbeeld de homoseksuele mensen en de door de nazi's vervolgde Duitse zigeuners alleen door de autoriteiten die hen vervolgden zijn vastgelegd. Van een orale traditie die vergelijkbaar is met die van de volkeren die hun literatuur vastlegden, is dan natuurlijk geen sprake, maar er zijn verhalen en anekdotes die in de families of onder vrienden zijn doorverteld en als mondelinge geschiedenis van grote waarde zijn.
In Suriname is men van mening dat de orale traditie van Suriname deel van de Literatuur van Suriname is en verwerpt men het strikte onderscheid tussen de orale traditie en de (per definitie geschreven) literatuur als kunstmatig en ongepast in de Surinaamse omstandigheden. De beide genres staan naast elkaar in de anthologie Creole Drum.
K. ter Laan was een van de verzamelaars van de Nederlandse mondelinge tradities (die al dan niet zijn beïnvloed door de schriftelijke literatuur), die hij overleveringen noemde. Hij heeft in zijn Nederlandse overleveringen (2 delen) veel verhalen verzameld. Hierbij zet hij vergelijkbare verhalen, c.q. verhaalmotieven, bij elkaar. Een uniek volksverhaal blijkt vaker voor te komen dan altijd is gedacht, aangezien de meeste volksverhalen internationaal circuleren, zonder zich iets aan te trekken van land- of taalgrenzen. Zo blijkt niet alleen Grote Pier enorm sterk te zijn geweest, maar ook Dubbele Arend van Meden uit Meeden, Freers van Wurst uit Wurst (Oost-Friesland), Wille Beekman (uit Emsland), Jan de Sterke uit Gorinchem en diverse andere personages uit binnen- en buitenland.
Andere verhalenverzamelaars van Nederlandse overleveringen zijn J.R.W. Sinninghe (1904-1988) en G.J. Boekenoogen (1868-1930).